# Marc Bernier
Pour les articles homonymes, voir Bernier.
Marc Bernier, homme politique français, né le 19 avril 1943 au Mans (Sarthe).

## Biographie
Il exerçait la profession de chirurgien-dentiste.
Il est élu député le 16 juin 2002, et réélu le 17 juin 2007 pour la XIIIe législature (2007-2012), dans la 2e circonscription de la Mayenne. Lors des élections législatives de 2012, il ne se représente pas; c'est Guillaume Chevrollier (UMP) qui lui succède. Marc Bernier fait partie jusqu'en 2012 du groupe UMP et du groupe d'études sur le problème du Tibet de Assemblée nationale.
Partisan du rétablissement de la peine de mort, il est en avril 2004, cosignataire d'un projet de loi présenté par Richard Dell'Agnola visant à « rétablir la peine de mort pour les auteurs d’actes de terrorisme ». En 2007, il vote néanmoins pour l'adoption du projet de loi constitutionnelle relatif à l'interdiction de la peine de mort.
Le 25 mars 2010, il annonce son ralliement à Dominique de Villepin et à son parti, République solidaire. En septembre 2011, il est nommé secrétaire général de République solidaire.
En janvier 2016, il annonce son retrait de la vie politique à l'occasion du renouvellement du conseil municipal de Vaiges.

## Détail des mandats et fonctions
- du 20 mars 1989 au 30 décembre 1993 : membre du conseil municipal de Laval (Mayenne)
- du 20 mai 1994 au 18 juin 1995 : adjoint au maire de Vaiges (Mayenne)
- du 18 juin 2002 (réélu le 17 juin 2007) au 19 juin 2012 : député de la Mayenne (prédécesseur : Henri de Gastines, successeur : Guillaume Chevrollier).
- de 2000 à 2008 : Président de la Communauté de communes d'Erve et Charnie (prédécesseur : Maurice Pilon, successeur : Jean-Pierre Morteveille).
- du 28 mars 1994 au 29 mars 2015 : Conseiller général du canton de Sainte-Suzanne (Mayenne) (prédécesseur : Maurice Pilon), 4e vice-président du Conseil général de la Mayenne.
- du 19 juin 1995 au 5 février 2016 : maire de Vaiges (Mayenne).
- du 31 décembre 2012 au 31 mars 2014, vice-président de la Communauté de communes des Coëvrons, chargé des solidarités (successeur : Marie-Cécile Morice).
- du 22 septembre 2014 au 5 février 2016, vice-président de la Communauté de communes des Coëvrons, chargé de l'aménagement du territoire (prédécesseur : Sylvie Pichot).